# Ангел в геральдике
Ангел — одна из популярных фигур в геральдике. Обычно используется в качестве щитодержателя, хотя нередко встречается и как гербовая фигура.

## Описание
Согласно А.Б. Лакиеру, среди естественных фигур, «в гербе изображаемых», ангелам и херувимам отведена главная роль. Херувим изображается в виде головы человека либо ангела, с двумя крыльями; серафим же обладает тремя парами крыльев (одна из них — над, другая — под головой, у каждой оба крыла пересекаются друг с другом в форме косого креста).
По мнению А. Фокс-Дэвиса, ангелы, хотя они часто предстают в облике щитодержателей, сравнительно редко используются как гербовые фигуры. Гораздо чаще [в качестве гербовых фигур] встречаются херувимы.

## Распространение фигуры

### Англия
Появление ангельских фигур (вероятно, в образе «ангелов-хранителей» гербовых щитов) вполне соответствовало атмосфере первых дней английской геральдики. По времени этот процесс совпал с началом систематического использования щитодержателей. Последние в облике ангелов встречаются на многих готических зданиях. Появляются они и на печатях; так, на печати Генри Гросмонта (ок. 1350 г.) над геральдическим щитом можно увидеть фигуру ангела.

### Германия
В Германии «небесные фигуры», включая «ангелов с роскошными локонами», часто встречаются в качестве щитодержателей начиная с XV века. Хронологически им предшествуют фигуры людей и животных (последние — со 2-й пол. XIV века).

## Примеры использования

#### Города и регионы

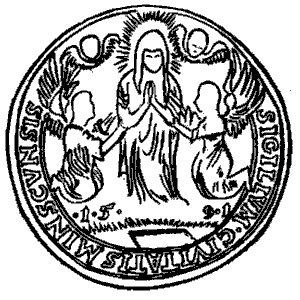
Герб Минска на печати 16 или XVII века

С конца XVI века известно изображение герба Минска. Город получил свой герб в 1591 году, согласно привилею польского короля и великого князя литовского Жигимонта Вазы. В качестве геральдического сюжета была выбрана сцена «Вознесения Девы Марии». Наряду с фигурой Богородицы, на гербе изображены окружающие её ангелы и херувимы.

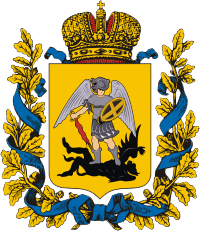
Герб Архангельской губернии (1878)

Возникновение гербов Архангельска и ряда других городов связано с военными реформами Петра I. Полки, расквартированные по губерниям и провинциям, получали наименования по городам, гербы которых, в свою очередь, помещались на полковых знамёнах. Поскольку многие российские города на тот момент не имели собственных гербов, необходимо было их «сочинить».
Изображение герба Архангельска («архангел на коне, поражающий дьявола») впервые встречается на знамени Архангелогородского полка в 1712 году. К началу царствования Анны Иоанновны «коня» с герба убрали. Герб Архангельской губернии был утверждён в 1878 году.

#### Корпоративные, войсковые и личные
Ангелы и поныне встречаются в образе геральдических и наследственных щитодержателей: например, их можно видеть на гербах
маркиза Уотерфорда, графа Дадли, виконта Диллона.

### Вымышленные гербы
М. Пастуро в одной из своих книг приводит пример «вымышленного» герба — фрагмент средневекового ковра с геральдикой Целомудрия, на щите которого изображён ангел.

## Галерея

Герб Архангельска
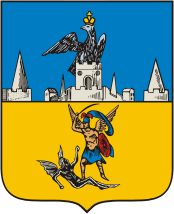
Герб Малоархангельска
Герб Минска
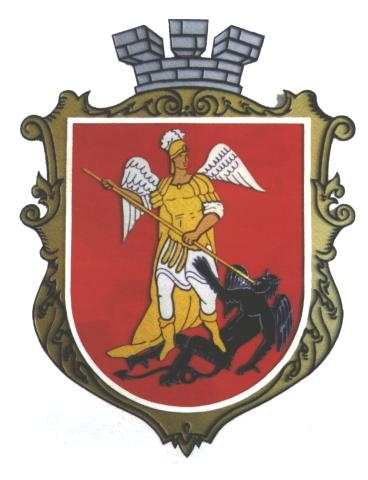
Герб Гадяча
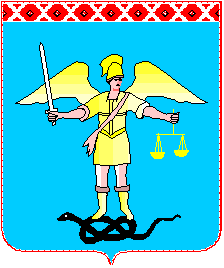
Герб Кролевца
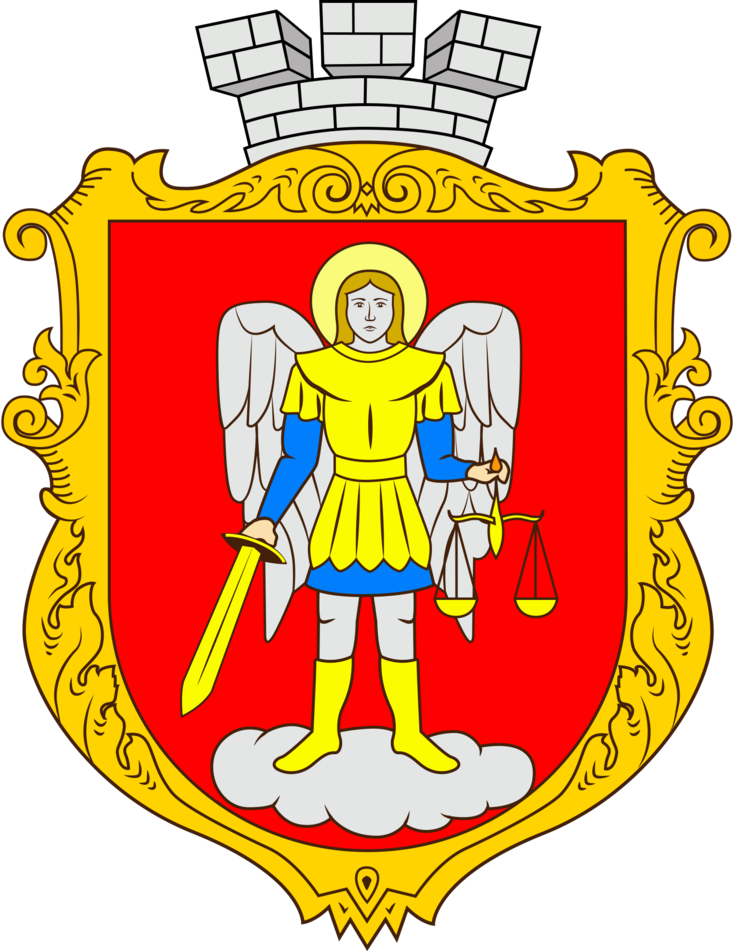
Герб Овруча
Герб Киева
Герб Новогрудка
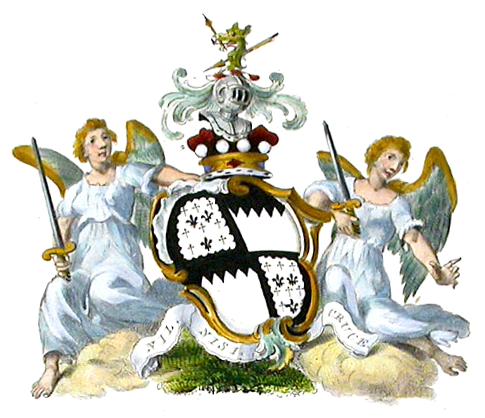
Герб маркиза Уотерфорда